# Peucaea botterii
El chingolo de Botteri (Peucaea botterii), también denominado gorrión de Botteri y sabanero pechianteado, es una especie de ave paseriforme de la familia Passerellidae propia de Centro y Norteamérica. Habita zonas áridas y semiáridas desde el sur de los Estados Unidos hasta el norte de Costa Rica.
Mide entre 14 cm de longitud en promedio. Su plumaje es principalmente gris pálido, listado en las partes dorsales con pardo y negruzco, similar a la hembra del gorrión común (Passer domesticus). Tiene una raya ocular castaña y un delgado bigote negro. Sus características distintivas no son muy evidentes a simple vista: pecho grisáceo sin rayas y pequeñas manchas amarillas en los hombros.
Su canto es una serie de sonidos agudos y campaneantes, en ocasiones terminado en un cascabeleo seco.
Habita en pastizales desérticos densos y matorrales, generalmente a altitudes bajas. Se esconden entre las macollas y buscan su alimento furtivamente en el suelo. Se alimentan de insectos y semillas. Su hábitat está amenazado por el pastoreo excesivo y las quemas agrícolas.
En Estados Unidos se distribuye localmente en Arizona y en la ribera sur del Río Grande. Se distribuye ampliamente en México, desde Sonora hasta Chiapas y la Península de Yucatán, siempre en tierras bajas. En Centroamérica se vuelve más raro y localizado, y no ha sido registrado en El Salvador. Su límite sur son las inmediaciones del volcán Miravalles, en Guanacaste, Costa Rica.
El nombre científico del ave honra al ornitólogo italiano Matteo Botteri (1808-1877), quien realizó estudios en México.